# Badminton bei den Island Games 1991
Bei den Island Games 1991 wurden im Juni 1991 auf Åland sechs Badmintonwettbewerbe ausgetragen.

## Medaillengewinner
| Disziplin    | Gold                          | Silber                             | Bronze                                |
| ------------ | ----------------------------- | ---------------------------------- | ------------------------------------- |
| Herreneinzel | Jimmy McKenna                 | Lennert Hansen                     | Ian Coombs-Goodfellow                 |
| Herreneinzel | Jimmy McKenna                 | Lennert Hansen                     | Asa Kleist                            |
| Dameneinzel  | Guðrún Júlíusdóttir           | Ronnie Jubb                        | Katrina Hogan                         |
| Dameneinzel  | Guðrún Júlíusdóttir           | Ronnie Jubb                        | Sharon Hutchins                       |
| Herrendoppel | Jimmy McKenna Mark Leadbeater | Steve Watson Ian Coombs-Goodfellow | Lennert Hansen Albrecht Damgaard      |
| Herrendoppel | Jimmy McKenna Mark Leadbeater | Steve Watson Ian Coombs-Goodfellow | Colin Roberts Steve Wright            |
| Damendoppel  | Wendy Trebert Sarah Le Moigne | Susan Gammie Bridget Hunt          | Ronnie Jubb Lyndsey Atkinson          |
| Damendoppel  | Wendy Trebert Sarah Le Moigne | Susan Gammie Bridget Hunt          | Áslaug Jónsdóttir Guðrún Júlíusdóttir |
| Mixed        | Steve Watson Sally Adams      | Martin Utteridge Sharon Hutchins   | Andrew Podger Bridget Hunt            |
| Mixed        | Steve Watson Sally Adams      | Martin Utteridge Sharon Hutchins   | Andrew Trebert Wendy Trebert          |
| Team         | Guernsey                      | Jersey                             | Isle of Man                           |